# Всего лишь поцелуй
«Всего лишь поцелуй» (англ. Just a Kiss) — чёрная комедия 2002 года режиссёра Фишера Стивенса.

## Сюжет
Даг — режиссёр рекламных роликов для телевидения. Его работа и частые измены подталкивают его жену Хэлли к разводу..

## В ролях
| Актёр           | Роль         |
| --------------- | ------------ |
| Рон Элдард      | Даг          |
| Кира Седжвик    | Хэлли        |
| Мариса Томей    | Паула        |
| Идина Мензел    | Линда        |
| Тэй Диггз       | Андрэ        |
| Сарита Чоудхури | Коллин       |
| Патрик Брин     | Питер        |
| Зои Кэлдвилл    | Джессика     |
| Питер Динклэйдж | Динк         |
| Бруно Амато     | Джои         |
| Марли Шелтон    | Ребекка      |
| Рон Рифкин      | доктор Фаучи |

## Награды и номинации
- 2002 — премия «Prize of the City of Setúbal» Festróia — Tróia International Film Festival
- 2002 — номинация на премию «Gold Hugo» Chicago International Film Festival
- 2002 — номинация на премию «Open Palm Award» Gotham Awards

## Отзывы
Фильм получил отрицательные отзывы кинокритиков. На сайте Rotten Tomatoes у фильма 18 % положительных рецензий из 60. На Metacritic — 39 баллов из 100 на основе 21 рецензии. Роджер Эберт оценил фильм в 1 звезду из 4-х.